# Saylorville, Iowa
Saylorville là một thành phố thuộc quận Polk, tiểu bang Iowa, Hoa Kỳ. Năm 2010, dân số của thành phố này là 3301 người.

## Dân số
Dân số qua các năm:
- Năm 2000: 3238 người.
- Năm 2010: 3301 người.